# Squadra fluviale Elbe
Squadra fluviale Elbe (WaPo Elbe) è una serie televisiva tedesca di genere poliziesco,  in onda dal 14 febbraio 2023 su Das Erste ( primo canale di ARD). Prodotta da MDR e Polyphon Film and Television Company. Dopo WaPo Bodensee, WaPo Berlin e WaPo Duisburg, questa serie è la quarta che ha come tema la polizia fluviale.
In Italia è trasmessa in prima visione assoluta su Rai 2 dal 27 maggio 2024 .

## Episodi
| Stagione         | Episodi | Prima TV Germania | Prima TV Italia |
| ---------------- | ------- | ----------------- | --------------- |
| Prima stagione   | 8       | 2023              | 2024            |
| Seconda stagione | 8       | 2024-2025         |                 |

## Produzione
La serie è stata girata tra 

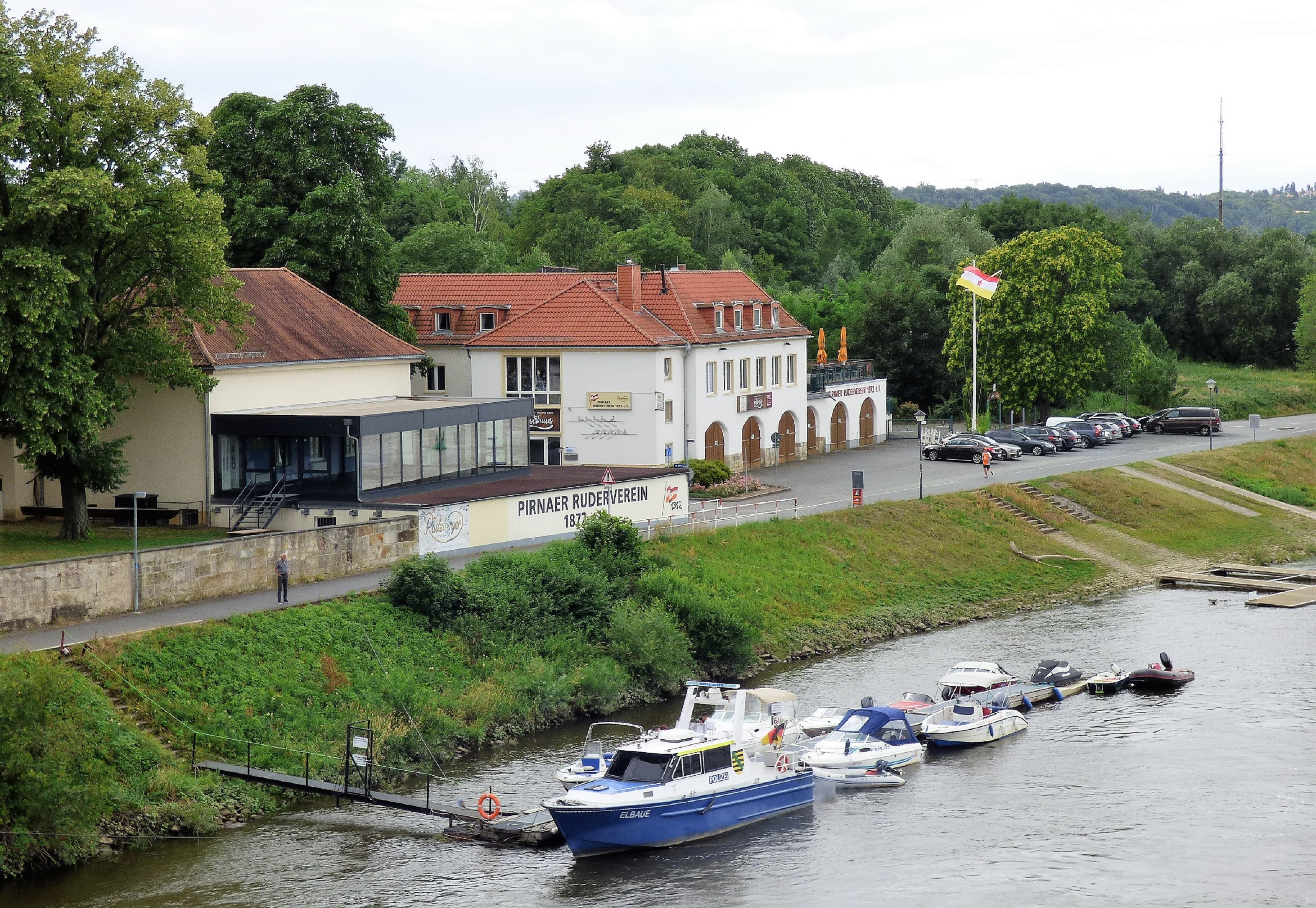
imbarcazione usata nella serie

le montagne dell'Elba, nella zona  di Pirna, Svizzera sassone e il confine ceco.
La sede del club di canottaggio della città di Pirna, nato nel 1872, è stata usata come stazione di polizia per la serie. La barca “Elbaue” è un natante della polizia dismesso con arredi originali che la troupe cinematografica ha acquistato a un'asta nella Renania Settentrionale-Westfalia,dopo l’entrata in servizio di una nuova barca nel 2020. Le riprese della prima stagione si sono svolte da aprile 2022 a luglio 2022.
Ad aprile 2023 viene annunciato il rinnovo della serie per una seconda stagione grazie agli ottimi ascolti. Le riprese della seconda stagione si sono concluse il 12 ottobre 2023.